# Batalla de Catirai
La batalla de Catirai, ocurrió el  7 de enero de 1569 entre el ejército mapuche del toqui Llanganabal y el ejército del Imperio español conducido por Martín Ruiz de Gamboa resultando en una victoria mapuche.

## Antecedentes
En 1569 Llanganabal comandaba el ejército moluche con Millalelmo y otros capitanes como sus subordinados intentando resistir al gobernador Melchor Bravo de Saravia que estaba quemando campos de cultivos y rucas en la ribera sur del río Biobío, en el aillarehue de Catiray a través de Talcamávida.

## La batalla
El subalterno de Llanganabal, Millalelmo había construido un pucará en la cima de una colina boscosa de difícil acceso que dominaba el valle del Catiray, resguardado en un flanco por una quebrada profunda que permitía la retirada en caso necesario. Lorenzo Bernal del Mercado, que estaba en la ribera norte del Biobío, escribió pidiendo la suspensión del ataque y se ofreció para hacerlo en caso de que se insistiese en efectuarlo, pero se rechazó su oferta y advertencia. En los españoles recién llegados a la Guerra de Arauco prevaleció la idea del gobernador Saravia quien ordenó a Martín Ruiz de Gamboa que asumiera el mando y atacara la fortaleza.  
Mientras tanto Llanganabal situó todo su ejército dentro del pucará para resistir el ataque.  
Al mediodía cuando se inició el avance final. El fuego de arcabuces pretendió proteger la ascensión de la empinada ladera, pero una nube de flechas y grandes piedras, cayeron sobre los escaladores. Detenido el ataque, se trató de amagar por la retaguardia con un piquete de jinetes, sin éxito porque el terreno no era apto para el empleo de la caballería.
En este momento decisivo, Millalelmo lanzó sus hombres cuesta abajo en una carga contra las fuerzas españolas, detenidas justo delante de la empalizada. Usaban una lanza más larga que la usual, que les permitía quedar fuera del alcance de las espadas españolas. Se tocó retirada y se inició el retroceso, justo cuando una veintena de españoles había logrado coronar la cumbre de la fortaleza lo que hacia su presencia en la altura enteramente inútil.
La retirada masiva por senderos estrechos, pedregosos y resbaladizos, se convirtió rápidamente en un desastre, en que 44 soldados perdieron la vida, otros quedaron heridos de gravedad y la mayor parte de los auxiliares cayeron. Solo al llegar a la quebrada, al pie de la fortaleza, los mapuches lograron ser contenidos por la caballería de los españoles de la reserva y de aquéllos que lograron montar apresuradamente para llegar al bajo.

## Consecuencias
A consecuencia de la batalla y posteriores derrotas Gamboa se vio obligado a refugiarse en el fuerte de Arauco donde quedó asediado por 4.000 mapuches hasta que logró volver al norte tras la llegada de refuerzos.